# Acacia dilatata
Acacia dilatata é uma espécie de leguminosa do gênero Acacia, pertencente à família Fabaceae.